# Bergen (hrabstwo Vernon)
Bergen – miasto w Stanach Zjednoczonych, w stanie Wisconsin, w hrabstwie Vernon.